# Maria, ihm schmeckt’s nicht! (Roman)
Maria, ihm schmeckt’s nicht! – Geschichten von meiner italienischen Sippe ist ein Buch des deutschen Autors Jan Weiler aus dem Jahre 2003.
Das Buch folgte einem Artikel für ein Italien-Sonderheft, welchen Weiler als Chefredakteur des Magazins der Süddeutschen Zeitung verfasste, als sich dieser einer zunächst nicht erwarteten positiven Resonanz erfreute. Wie auch der Artikel handelt das Buch in erster Linie von seinem italienischen Schwiegervater Antonio und dessen Lebensgeschichte, in die Weiler während einer Italienreise Einblick gewann. In mehreren Episoden werden neben Antonios Erzählungen teils authentische und teils frei erfundene weitere Geschichten aus Weilers angeheirateter italienischen Sippschaft geschildert.
Auf diese Weise nähert sich das Buch auf humorvolle Weise dem ernsten Thema des Fremdseins und dessen zum Teil vergeblicher Überwindung.
Der Titel ist seit 2007 auch als Hörbuch verfügbar, welches unter anderem in mehreren Teilen als Beilage in der Zeitschrift Stern erschien, in der zwischen 2007 und 2009 Weilers Kolumne „Mein Leben als Mensch“ erscheint, in der auch Antonio immer wieder vorkommt. Aufgenommen wurde das Hörbuch unter anderen von Weiler selbst und Konrad Beikircher (als Antonio). Als besonderer Clou sind die beiden CDs des Hörbuchs in einen kleinen Pizzakarton eingepackt.
Ein Nachfolge-Buch erschien 2005 unter dem Titel Antonio im Wunderland.
Bis Dezember 2009 verkaufte sich das Buch alleine in Deutschland über 1,7 Millionen Mal.

## Verfilmung
Am 6. August 2009 kam die gleichnamige Verfilmung in die deutschen Kinos. Gedreht wurde in München, Apulien, Osnabrück und Krefeld. Weiler schrieb in Zusammenarbeit mit Daniel Speck an dem Drehbuch, das von Neele Vollmar verfilmt wurde.

## Buchausgaben
- Maria, ihm schmeckt’s nicht! Roman, Ullstein, München 2003, ISBN 3-548-36486-1; 2009, ISBN 978-3-548-26985-6; Ullstein Berlin 2011, ISBN 978-3-548-28338-8; als Hörbuch: Vollständige Lesung durch Autor, 6 CDs, Der Hörverlag, München 2009, ISBN 978-3-86717-442-8.

Zeitgleich erschienen die Originalton-Hörspiele im Verlag Lausch.